# 土岐市総合公園
土岐市総合公園（ときしそうごうこうえん）は、岐阜県土岐市の都市公園（総合公園）である。公園の面積は19.6ha。高校野球の試合が行われる野球場のほか様々なスポーツ施設がある。

## 主な施設

### 運動施設

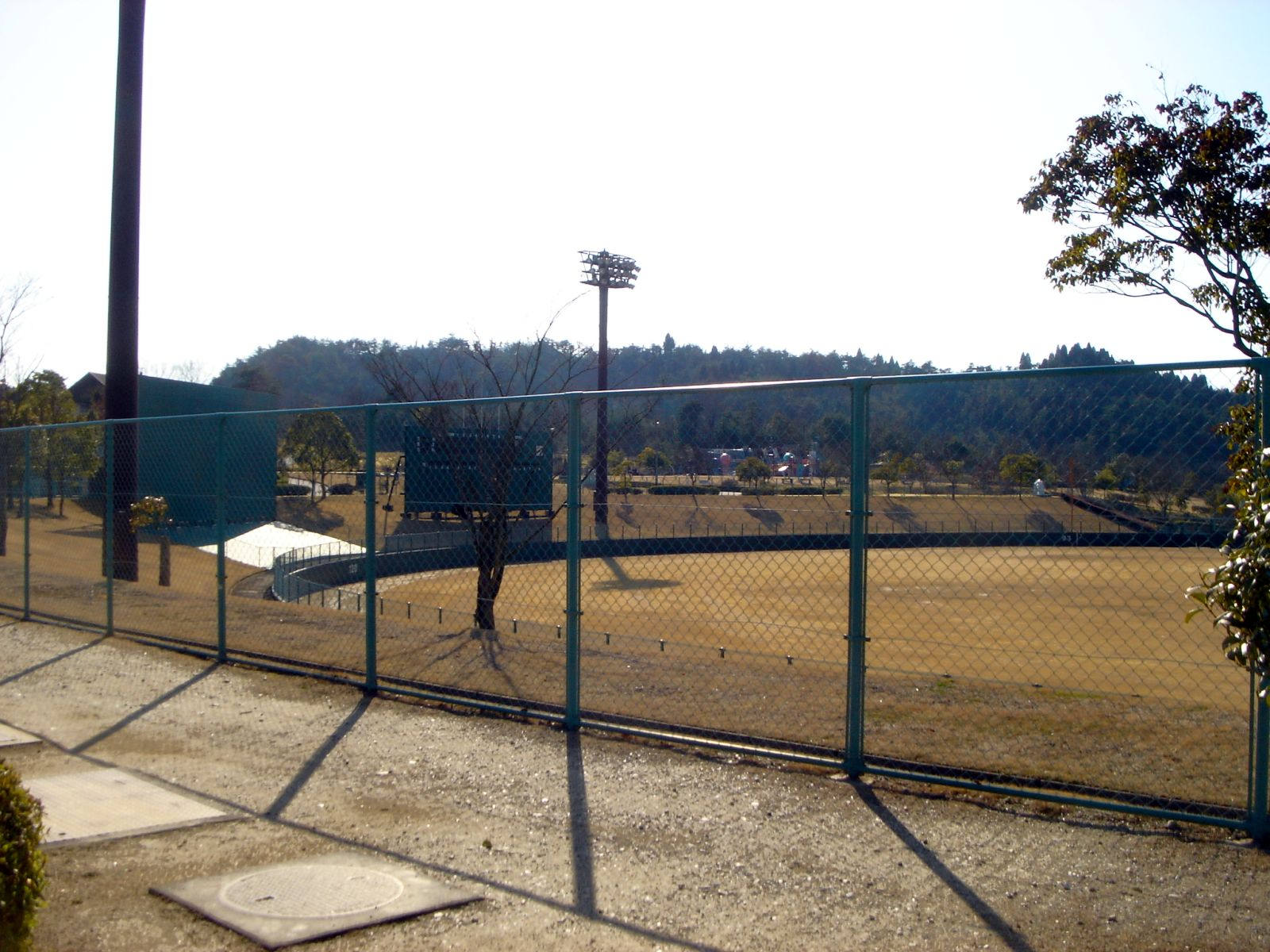
野球場

- 野球場（天然芝、両翼93m、センター120m）
- テニスコート（砂入り人工芝8面）
- 多目的広場
- ゲートボール場
- パターゴルフ場

### その他
- 芝生広場

## 交通手段
- JR中央本線土岐市駅前バスターミナルより東鉄バス下石経由東駄知行きに乗車し、「総合公園前」下車。

## 周辺
- ミニストップ
- 土岐市南消防署
- 岐阜県立土岐紅陵高等学校
- 土岐市立駄知小学校
- 山神温泉
- 陶史の森
- 妻木城址

## 所在地
- 岐阜県土岐市下石町2183-1（管理事務所）